# 西子灣海水浴場

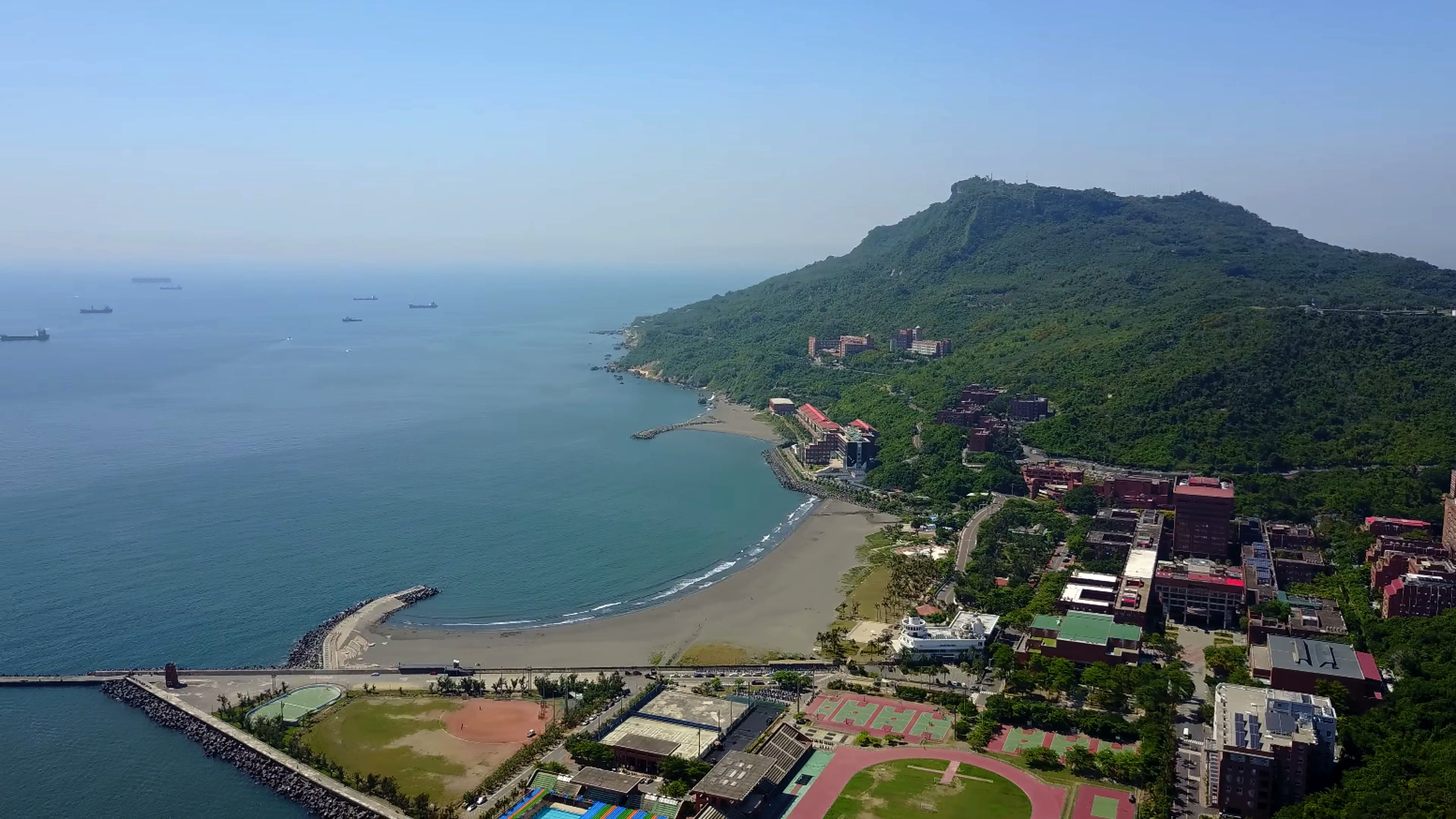
西子灣第二沙灘與國立中山大學校園

西子灣海水浴場是日治時期創設的海水浴場，位於高雄市壽町，1916年計畫，1917年啟用，1921年改高雄街經營，1925年改高雄市營，交通接駁方式有官營及民營自動車，1928年西子灣隧道開通，貫穿壽山連結西子灣與湊町（今日的哈瑪星）兩地。
設備有：簡易休憩所兼更衣室（1916）、值班宿舍（1916）、廁所（1916）、清洗處（1916。1918改女性專用。1921改女性水浴場）、休憩所（1918）、廁所（1918）、男性清洗處（1918。1921改男性水浴場）、危險區域標誌（1918）、紅色浮標（1918）、大休憩所（1921）、賣店（1921）、更衣室（1921）、改建休憩所（1928）、休憩所附設食堂（1929）、壽小公園（1929）、兒童池（1930。1935年擴建為西子灣兒童海水プール）、  西子灣溫浴場（1935，始政四十周年博覽會的地方分館「觀光館」改建）、跳水臺、蹺蹺板、鞦韆、收音機（ラジオ）、小船、竹筏及魚網出租。以及私設旅館「臨海ホテル」（1933以前）、「伊東旅館」（1934以前）等。

## 图片

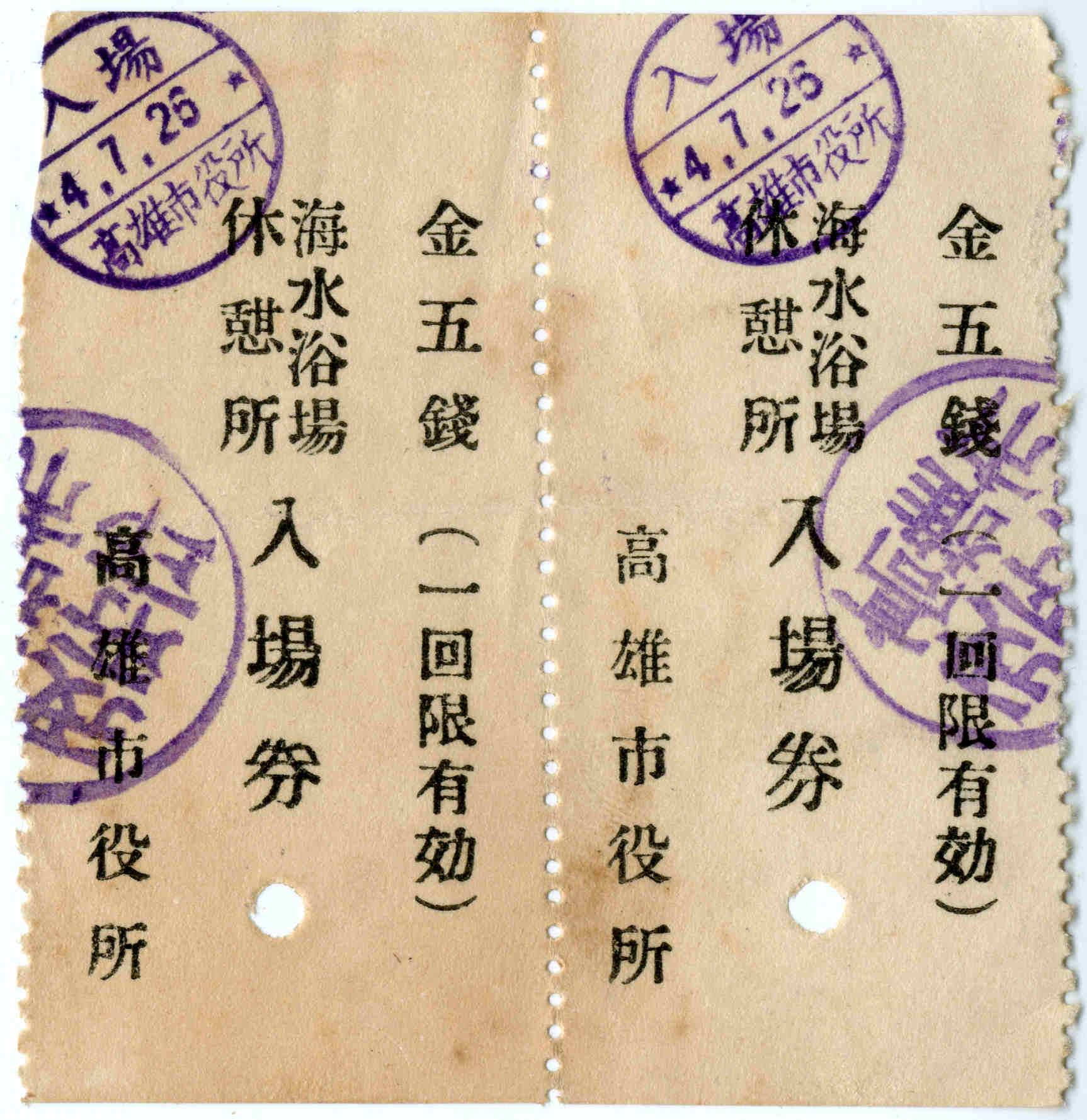
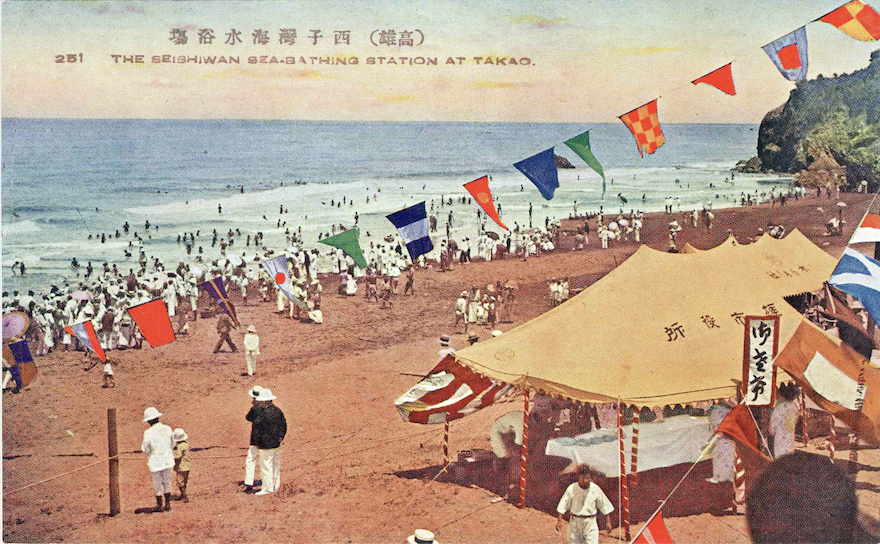
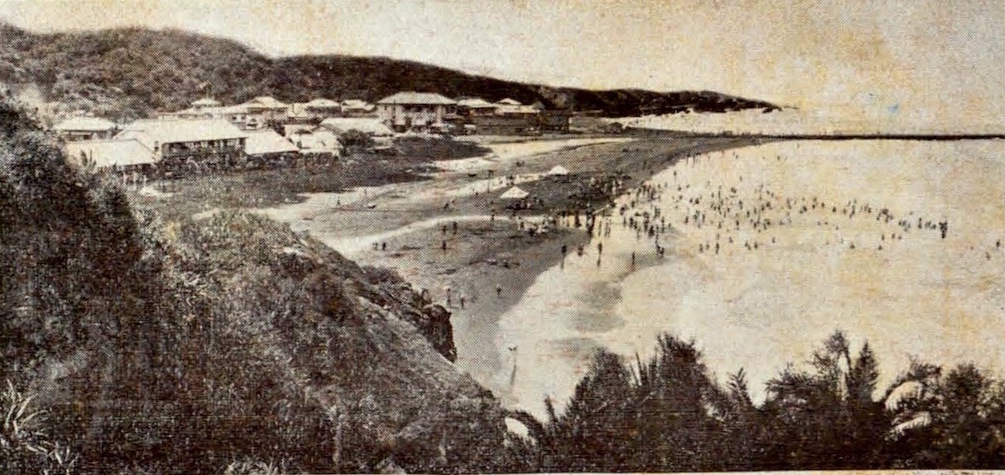
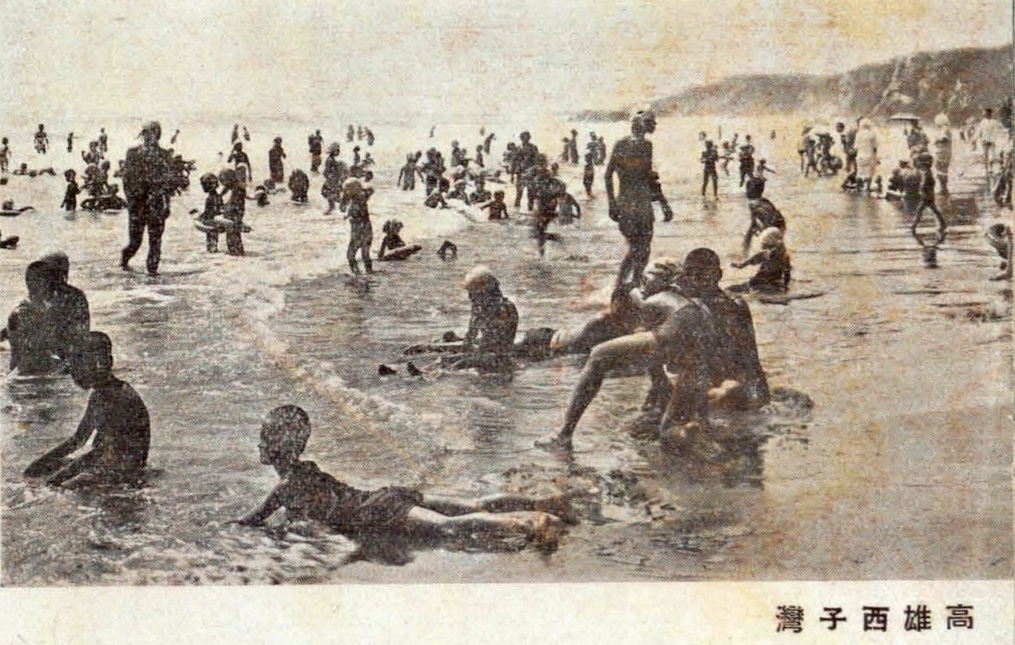
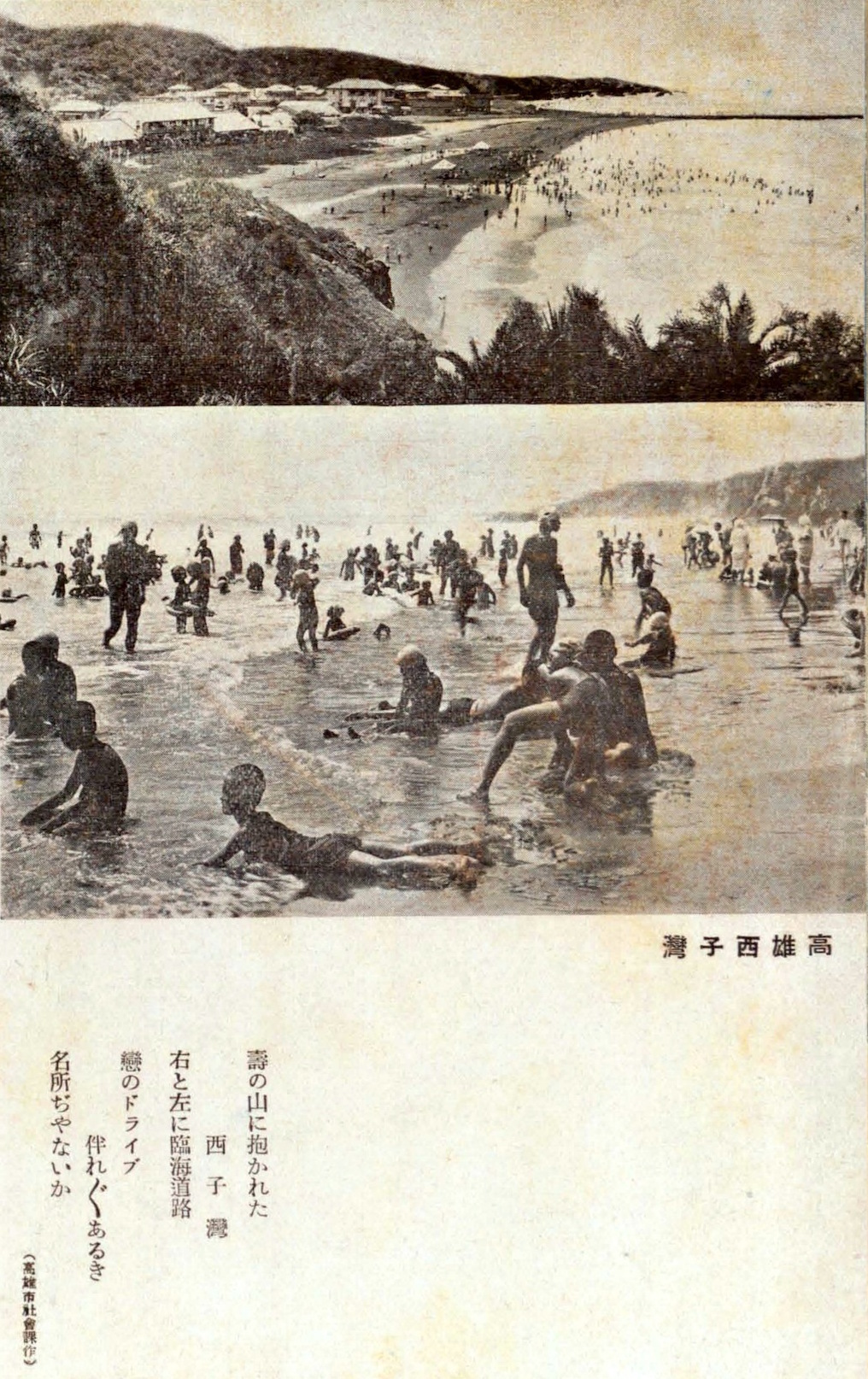
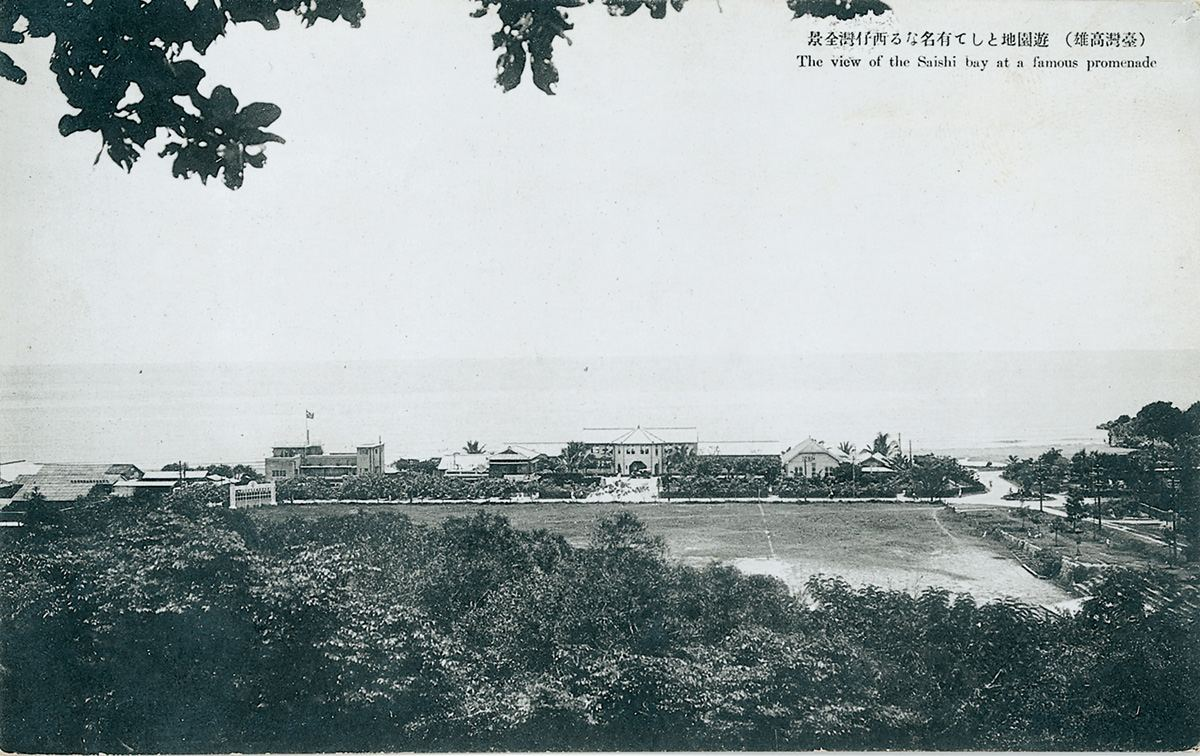
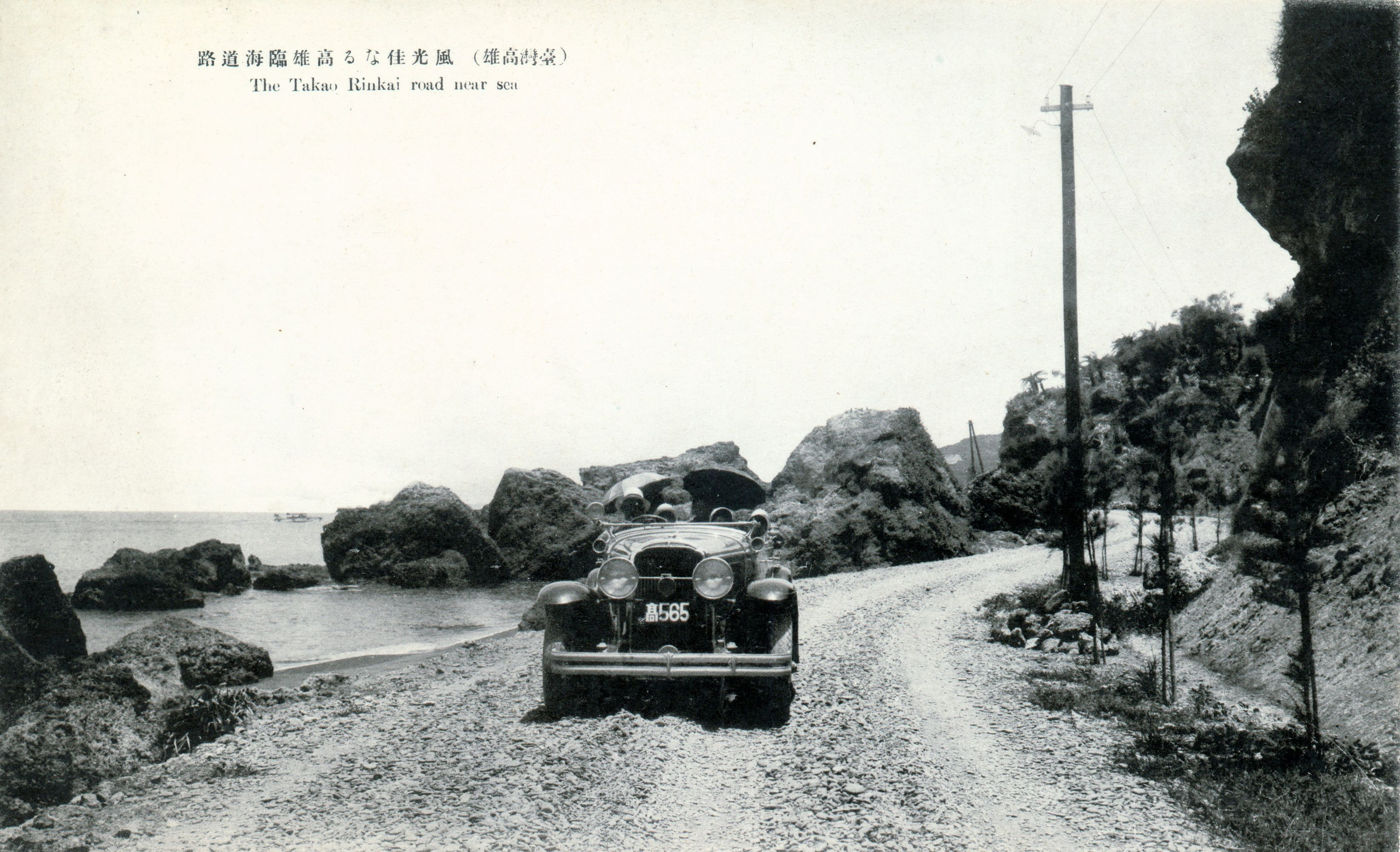
高雄臨海道路
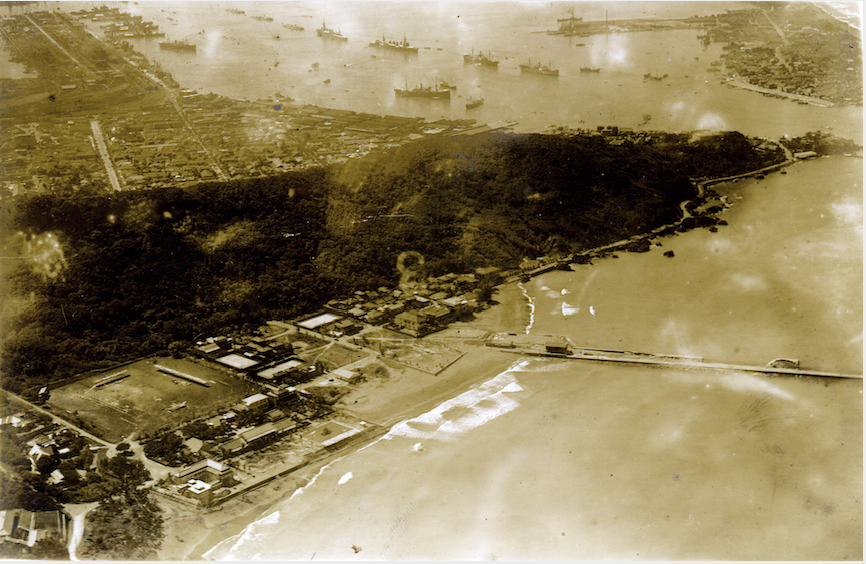
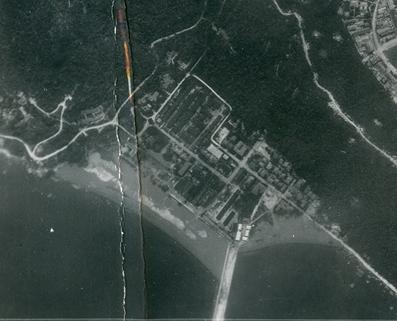
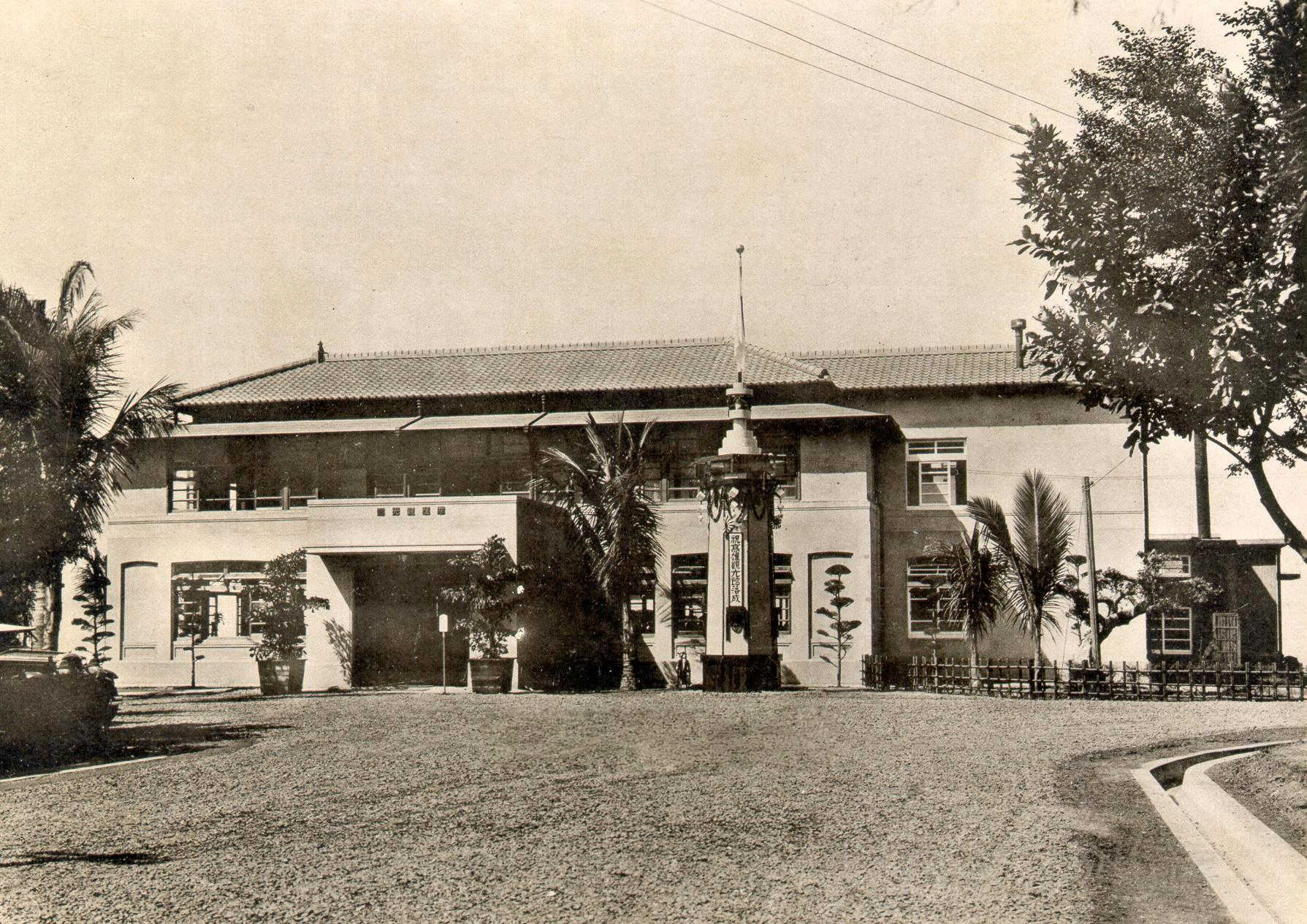
高雄觀光館
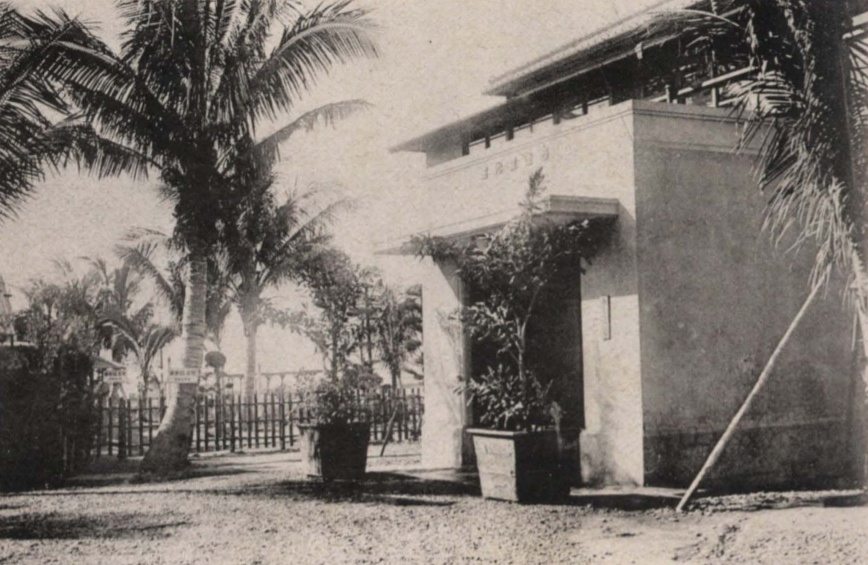
高雄觀光館玄關